# Hakuba
Ne doit pas être confondu avec Hakkûhbar.
Hakuba (白馬村, Hakuba-mura) est un village situé dans le district de Kitaazumi de la préfecture de Nagano, au Japon.

## Géographie
Le village se trouve au pied des Alpes japonaises du Nord, notamment du mont Shirouma dont il tire son nom, Hakuba étant la lecture sino-japonaise de Shirouma, qui signifie littéralement « cheval blanc », en référence aux formes des névés visibles du village au printemps.
Le village se trouve  sur la ligne tectonique Itoigawa-Shizuoka, qui correspond à la limite entre le Japon de l'Ouest (西日本, plaque eurasiatique comprenant le massif des Alpes japonaises du Nord, dont le mont Shirouma) et le Japon de l'Est (東日本, la Fossa Magna, puis la plaque nord-américaine), ces deux parties constituant à l'origine (jusqu'à il y a environ 12 millions d'années) deux îles distinctes. Ainsi, les sources thermales de Hakuba sont salées, renfermant encore de l'eau de mer retenue dans la croûte terrestre antérieurement à la formation de la Fossa Magna.

### Démographie
Le 4 juillet 2022, la population de Hakuba était de 8 416 habitants avec une densité de 44,2 hab/km2. Sa superficie est de 189,36 km2.

## Tourisme

### Label
Hakuba obtient en 2023 le label Meilleurs villages touristiques de l'Organisation mondiale du tourisme.

### Sports d'hiver
Hakuba est une station de sports d'hiver. Lors des Jeux olympiques de Nagano en février 1998, les pistes de ski de Hakuba furent le théâtre des épreuves de vitesse de ski alpin (descente et super-G) et les épreuves de saut à ski et de combiné nordique furent disputées au stade de saut à ski de Hakuba. Le skieur français Jean-Luc Crétier y remporta le titre olympique de l'épreuve de descente, le 13 février 1998.

## Personnalités liées à la municipalité
Les coureurs de combiné nordique Yūsuke Minato, Akito et Yoshito Watabe sont nés à Hakuba. Le développeur de la série de jeux vidéo Touhou surnommé ZUN est né aussi à Hakuba.

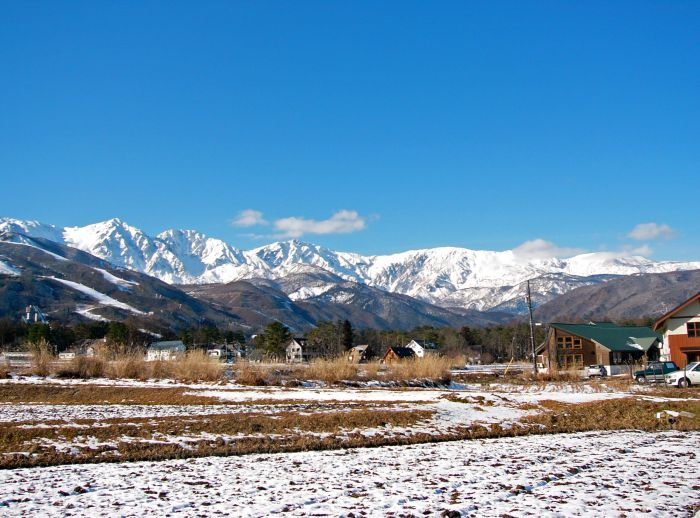
Les montagnes entourant le village.